# Гонсало Пастор
Гонса́ло Пастор Са́нчес (ісп. Gonzalo Pastor Sánchez; нар. 20 березня 2006) — іспанський футболіст, півзахисник клубу «Кастельйон».

## Клубна кар'єра
Виступав за юнацьку команду «Денія», а 2016 року приєднався до академії «Валенсії». 2023 року перейшов до системи «Кастельйона». 
1 травня 2024 року дебютував за резервну команду в поєдинку Терсери Федерасьйон проти «Утьєля». 1 грудня 2024 року дебютував в основному складі «Кастельйона» в матчі Сегунди проти «Малаги», замінивши Дугласа Ауреліо.

## Кар'єра в збірній
Виступав за збірну Іспанії до 19 років. У червні 2025 року потрапив у заявку збірної до 19 років на юнацький чемпіонат Європи в Румунії. На турнірі провів чотири матчі, а його команда дійшла до фіналу, де поступилась нідерландцям.

## Статистика виступів
Станом на 24 травня 2025 
| Клуб              | Сезон             | Чемпіонат         | Чемпіонат | Чемпіонат | Кубок | Кубок | Єврокубки | Єврокубки | Інші  | Інші | Всього | Всього |
| Клуб              | Сезон             | Дивізіон          | Матчі     | Голи      | Матчі | Голи  | Матчі     | Голи      | Матчі | Голи | Матчі  | Голи   |
| ----------------- | ----------------- | ----------------- | --------- | --------- | ----- | ----- | --------- | --------- | ----- | ---- | ------ | ------ |
| Кастельйон        | 2024–25           | Сегунда Дивізіон  | 15        | 0         | 1     | 0     | —         | —         | —     | —    | 16     | 0      |
| Всього за кар'єру | Всього за кар'єру | Всього за кар'єру | 15        | 0         | 1     | 0     | 0         | 0         | 0     | 0    | 16     | 0      |